# NK Osijek
Nogometni klub Osijek hrvatski je nogometni klub iz Osijeka. 
Jedan je od najznačajnijih, te među navijačima i jedan on najpopularnijih nogometnih klubova u Hrvatskoj. Prema istraživanjima za Osijek navija 5 % ljudi u Hrvatskoj čime je po popularnosti treći klub u državi. Najviše navijača ima u Slavoniji.

## Povijest
Vidi još: ŠK Slavija Osijek
Iako se službeno danom osnutka Nogometnog kluba Osijek smatra 27. veljače 1947. i utemeljenje Fiskulturnog društva Proleter (zapravo spajanje fiskulturnih društava Slavonija i Bratstvo), povijesni kontinuitet kluba može se pratiti već od 27. lipnja 1916. kada je osnovana ŠK Slavija, nogometni klub koji je ubrzo nakon osnutka postao najutjecajniji nogometni klub u Osijeku i kao takav djelovao do 1941. kada je prisilno prestao s radom zbog Drugog svjetskog rata. Po završetku rata 1945. predratni dužnosnici i članovi Slavije odlučili su obnoviti rad kluba, ali im je novouspostavljena jugoslavenska komunistička vlast zabranila obnovu pod starim imenom i dopustila tek ulazak u neko od novih fiskulturnih društava koja je uglavnom sama osnovala: Udarnik, Jedinstvo, Sloga, Elektra, Bratstvo i Grafičar (u međuvremenu preimenovan u Tipograf). Predstavnici Slavije stoga su ušli u Udarnik i Jedinstvo te su se dva kluba u rujnu 1946. ujedinili u FD Slavonija, u kojoj su tako na nekadašnjem Slavijinom stadionu ponovno zaigrali gotovo svi istaknutiji igrači Slavije. Već sredinom siječnja 1947. komunistička vlast je iz svojih ideoloških razloga naredila nova spajanja klubova, pri čemu je bilo predviđeno postojanje samo dva fiskulturna društva u cijelom Osijeku. Dana 26. veljače 1947. u Glasu Slavonije objavljen je poziv članovima FD Slavonija i FD Bratstvo na zajedničku sjednicu sljedećeg dana, 27. veljače, na kojoj će biti donesen zaključak o spajanju i novoj upravi, pa je toga dana stvoreno Fiskulturno društvo Proleter. Gotovo istodobno su FD Sloga i FD Tipograf spojeni u FD Mladost. Proleter i Mladost su 16. ožujka odigrali međusobnu utakmicu u kojoj je Proleter pobijedio rezultatom 5:0, a zatim je 1948. Mladost pripojena Proleteru.
Prvo redovno ligaško natjecanje u kojem je klub sudjelovao bilo je Osječko okružno prvenstvo kojeg je činilo pet momčadi, da bi potom uslijedilo natjecanje u Drugoj saveznoj ligi. Osvajanjem prvog mjesta u Hrvatsko-slovenskoj ligi 1953. godine prvi je put izboreno sudjelovanje u Prvoj saveznoj ligi, i to nakon dva neuspješna pokušaja 1950. i 1952. Stožerni igrači ove generacije bile su klupske legende Andrija Vekić, Franjo Rupnik, Dionizije Dvornić i Franjo Majer. Uslijedile su tri uzastopne sezone u Prvoj saveznoj ligi, da bi nakon sezone 1955./56. klub ispao iz nje nakon što je, osim novčano, bio kažnjen i s tri utakmice neigranja (predaje).
U jesen 1958. klub se sa svog dotadašnjeg igrališta Kraj Drave preselio u Gradski vrt, u kojem boravi i danas. Dana 1. rujna 1962. osnovano je Sportsko društvo Slavonija koje je ujedinilo atletski, boksački i dizački klub. Dotadašnji Proleter je, pridruživši se društvu, preuzeo njegovo ime postavši i sam Nogometni klub Slavonija. Navedeno društvo djelovalo je nekoliko godina, da bi se u proljeće 1967. raspalo, nakon čega je novo ime nogometnog kluba postalo Nogometni klub Osijek. Promijenjene su i dotadašnje službene klupske boje jer su se umjesto dotadašnjih crvene i plave počele rabiti bijela i plava, otprije poznate kao boje grada. Na terenima je nastavljena borba za povratak u prvoligaško društvo. Već u sezoni 1966./67. u zapadnoj skupini Druge savezne lige osvojeno je drugo mjesto, a iduće sezone 1967./68. treće mjesto. Od sezone 1968./69. druga je liga bila podijeljena na četiri skupine, a Osijek se natjecao u sjevernoj, u kojoj je osvojio prvo mjesto u sezoni 1969./70. U međuskupnim kvalifikacijama je, međutim, uspješniji bio banjolučki Borac. I iduće sezone dogodilo se slično. Nakon izbacivanja Rijeke, Osijek je igrao protiv skopskog Vardara koji je pobjedama u oba susreta izborio ulazak u prvu ligu. Sezona 1972./73. ostala je zapamćena ponajprije po kvalifikacijskim susretima sa Zagrebom. Osijek je prethodno kao prvak sjeverne skupine igrao protiv Prištine kao drugoplasirane momčadi istočne skupine, te ju i izbacio. Uslijedila su dva susreta protiv Zagrepčana. Prva, osječka utakmica, odgođena za tri dana zbog trovanja Osijekovih igrača, završila je rezultatom 0:0. Uzvratna utakmica odigrana je 19. srpnja 1973. u Maksimiru pred gotovo 65.000 gledatelja (od toga oko 25.000 Osijekovih), čime je do danas ostala najposjećenija nogometna utakmica u hrvatskoj povijesti. Osijek je prvo gubio 1:0, da bi u drugom poluvremenu došao u vodstvo. Ipak, Zagreb je uspio izjednačiti i igrali su se jedanaesterci u kojima je Zagreb bio uspješniji i ukupnim rezultatom 6:5 izborio plasman u prvu ligu. 
Konačno, povratak u prvu ligu Osijek je izborio u sezoni 1976./77. kada je momčad čija su okosnica bili Vjekoslav Majer, Mile Dumančić, Stjepan Čordaš, Ivica Grnja, Ivan Lukačević i Ljupko Petrović, a predvođena tandemom Andrije Vekića i Mate Kasača, sigurno osvojila prvo mjesto u zapadnoj skupini. Zbog velike euforije nastale plasmanom u najviši razred, na mjestu dotadašnjeg starog stadiona u Gradskom vrtu izgrađen je i otvoren do danas nedovršen stadion. Klub se u prvoj ligi zadržao do raspada Jugoslavije i Domovinskog rata, s izuzetkom sezone 1980./81. nakon koje izborio brzi povratak. U idućim sezonama nisu ostvarivani značajniji plasmani, pa se pamte šesto mjesto u sezoni 1983./84. i poluzavršnica kupa 1989./90. Još je za istaknuti da je u sezoni 1988./89., u kojoj je Osijek osvojio osmo mjesto, najbolji strijelac lige bio Osijekov napadač Davor Šuker, koji je postigao 18 pogodaka.
Godine 1992. započela je nova hrvatska nogometna liga. Prvu sezonu u novoj ligi Osijek je završio kao treći, iako je, zbog ratne opasnosti u Osijeku, sve domaće utakmice bio primoran odigravati izvan Osijeka i Gradskog vrta, diljem Slavonije. U sezoni 1994./95. Osječani su, predvođeni prvim strijelcem lige Robertom Špeharom, u HNL-u osvojili treće mjesto, sa zaostatkom od šest bodova za prvakom, uz razliku zabijenih i primljenih pogodaka +35. Tada je prvi puta u povijesti izboren i nastup u Europi, a protivnik u pretkolu bio je Slovan iz Bratislave. U prvoj utakmici odigranoj u Bratislavi slovački klub pobijedio je s visokih 4:0, a u uzvratu, koji je zbog ratne opasnosti odigran na zagrebačkom stadionu u Kranjčevićevoj, s 2:0. Na nove europske nastupe čekalo se do sezone 1998./99., kada je Osijek nesretno ispao od belgijskog Anderlechta u drugom pretkolu Kupa UEFA: nakon pobjede 3:1 u Osijeku, poraz 0:2 u Bruxellesu. Iste sezone predvođeni Juricom Vranješem, Osječani osvajaju prvi trofej: Hrvatski kup, pobijedivši Cibaliju. Bila je to šokantna utakmica. Cibalia je vodila do 93. minute kada Mitu izjednačuje, a u produžetku Lasić zlatnim golom donosi kup u Osijek. U sezoni 1999./00. Osijek je u Kupu UEFA ispao u prvom kolu od engleskog West Hama rezultatima 0:3 i 1:3, ali je u domaćem prvenstvu ponovno osvojio treće mjesto.
Sezona 2000./01. pamti se kao jedna od boljih. Najprije je Osijek prvi put nakon 9 godina u Maksimiru pobijedio Dinamo. U Europi, točnije u Kupu UEFA, Osijek je prošao danski Brøndby (2:1 u Kopenhagenu, 0:0 u Osijeku), austrijski Rapid (2:1 u Osijeku i 2:0 u Beču), ali je onda nesretno ispao od češke Slavije (pobjeda 2:0 u Osijeku, poraz 1:5 u Pragu). U toj sezoni Osijek je bio jesenski prvak Hrvatske, ali je sezonu na kraju završio kao treći, zbog proljetnih turbulencija uzrokovanih odlaskom Nenada Bjelice i otkazom treneru Stanku Mršiću. U sezoni 2001./02. u kvalifikacijama za Kup UEFA svladan je latvijski Dinaburg, u prvom kolu slovenska Gorica, no u drugom kolu ispriječio se grčki AEK.
Uslijedile su godine intenzivnog propadanja kluba, a sve je bilo uzrokovano nesposobnosti različitih uprava, nebrigom lokalnih vlasti, ali i sumnjivim radnjama u vođenju klupskih financija. Dana 28. ožujka 2013. uspješno je završeno preoblikovanje kluba u športsko dioničko društvo. To ipak nije donijelo boljitak klubu, te su uslijedile rezultatski katastrofalne sezone u kojima je do zadnjih kola bilo upitno očuvanje prvoligaškog statusa. U svibnju 2015. njemačka investitorska kuća Hanseatisches Fußball Kontor iz grada Schwerina pokazala je zanimanje za preuzimanje 29,1 % dionica kluba u vlasništvu propale Gradske banke. Pregovori su tekli uspješno i činilo se da je zaključenje dogovora blizu, pa je članom uprave kluba imenovan Mirsad Kerić, koji je i zainteresirao njemačke investitore za klub. No, ubrzo su pregovori ušli u neizvjesnu fazu jer su investitori prije ulaganja htjeli dobiti jasnu sliku stanja u klubu, što im nije omogućeno, dijelom zbog političkih previranja. Neko vrijeme nastupilo je zatišje tijekom kojega se potencijalno ulaganje u klub više uopće nije spominjalo. Krajem srpnja odjednom se kao potencijalni kupac dionica pojavila tvrtka Prvo hrvatsko pivo 1664 d.o.o., odnosno osječka pivovara predvođena Ivanom Komakom, osumnjičenim za kontroverznu privatizaciju pivovare i zloporabu položaja i ovlasti, kao i za loše vođenje pivovare zbog kojega je ona dovedena do ruba propasti. Za razliku od njemačkih investitora koji su ponudili 150.000 eura, tvrtka Prvo hrvatsko pivo 1664 d.o.o. ponudila je 1.333.333,30 kuna, pa je 31. kolovoza objavljeno da će ona preuzeti ponuđene dionice. Zbog ovakvog raspleta kulminiralo je otprije tinjajuće navijačko nezadovoljstvo, pa se Kohorta odlučila na bojkot svih utakmica kluba. No, 24. rujna dogodio se nagli preokret: čelnici pivovare objavili su da zbog negativnih reakcija navijača odustaju od kupnje predviđenih dionica. Odmah potom ponovno se aktualizirala priča oko dolaska njemačke investitorske kuće, a 9. listopada objavljeno je da je HFK potpisao ugovor o kupovini 29 % dionica. Krajnji rok za uplatu bio je 19. listopada, no taj dan objavljeno je da uplata nije izvršena, odnosno, da je HFK odustao od posla bez ikakvog objašnjenja, navodno zbog nesuglasica unutar fonda. U takvim okolnostima jedine preostale mogućnosti za rješavanje krize bile su javna dražba dionica i stečaj, pa je 16. studenog Gradsko vijeće odlučilo prodati dionice kluba u vlasništvu Grada i Vodovoda za 1 kunu po dionici, ali uz obvezu potencijalnom budućem vlasniku za rješavanjem dugovanja. 
Na natječaju koji je raspisan jedini ponuditelj bili su mađarski poduzetnik Lőrinc Mészáros i njegov osječki kolega Ivan Meštrović, koji su iskazali zanimanje za 90 % dionica, u vlasništvu Grada Osijeka, Vodovoda, IPK Osijeka i Gradske banke. Na izvanrednoj sjednici Gradskog vijeća održanoj 19. siječnja 2016. i sazvanoj samo zbog ovog pitanja, jednoglasno je prihvaćena njihova ponuda čime su dionice u vlasništvu Grada prodane. No, 28. siječnja osječki mediji objavili su da je odbor vjerovnika IPK-a odbio prodati svoje dionice, čime je cijeli posao doveden u pitanje. Zbog toga je dan poslije u organizaciji ogorčene Kohorte održan prosvjed na Trgu slobode, s kojeg je poslano upozorenje navijača svima koji žele ugasiti jedan od simbola grada. Ipak, već prije prosvjeda objavljeno je da se radi o "nesporazumu", pa je 9. veljače IPK ipak prihvatio ponudu, čime su otklonjene sve prepreke za preuzimanje kluba. 12. veljače u Hotelu Osijek održana je svečanost predaje kluba u ruke novih vlasnika, koji su tom prilikom obznanili svoje ciljeve: jačanje kluba i obnovu infrastrukture, približavanje kluba gradu i pokretanje grada preko kluba. Sezonu 2016./17. klub je završio plasmanom na četvrtom mjestu Prve HNL čime je izborio kvalifikacijska pretkola za UEFA Europsku ligu u sezoni 2017./18. Prvo je svladao andorsku Santa Colomu, a zatim švicarski Luzern. U trećem pretkolu, Osijek je s ukupnih 2:0 (0:1, 1:0) prošao jednog od najvećih konkurenata, nizozemski PSV Eindhoven, te se plasirao u četvrto pretkolo gdje ga je zaustavila bečka Austria zbog pravila pogodaka u gostima. Naime, u prvoj utakmici odigranoj u Gradskom vrtu Osijek je nakon vodstva 1:0 i neiskorištenog jedanaesterca poražen rezultatom 2:1, pa pobjeda od 1:0 u uzvratu u Svetom Hipolitu nije bila dovoljna za plasman u skupine Europske lige.
Nadolazeće sezone protekle su u znaku rezultatskog stagniranja, ponajprije u domaćem prvenstvu, koje je Osijek redovito završavao na četvrtom mjestu, s izuzetkom sezone 2018./19., koju je završio na trećem mjestu. U toj je sezoni, nakon slabog početka proljetnog dijela prvenstva, trenersko mjesto nakon tri i pol godine napustio Zoran Zekić, i to kao najdugovječniji trener u povijesti kluba. Naslijedio ga je Dino Skender, pod čijim su vodstvom nastupi prve momčadi postali još lošiji, pa je početkom sezone 2019./20. Osijek "pao" već na prvoj europskoj prepreci, kada ga je u drugom pretkolu Europske lige izbacio bugarski CSKA. Ni početak HNL-a nije bio zadovoljavajuć te je Skender nakon devetog kola, nakon samo pola godine na klupi, dobio otkaz. Predsjednik kluba Ivan Meštrović tada je za trenera imenovao Ivicu Kuleševića, koji je trebao biti tek privremeno rješenje dok se ne nađe novi trener koji je, prema najavama, trebao biti iz inozemstva, a spominjala su se i točna imena kandidata. Budući da od dovođenja stranog trenera na kraju nije bilo ništa, Kulešević je ostao na čelu prve momčadi, koja je pretežno nastavila s neuvjerljivim igrama. Tek su u proljetnom dijelu sezone, koji je zbog epidemije koronavirusa većim dijelom odigran tek tijekom lipnja i srpnja 2020., odigrane nešto bolje utakmice, zahvaljujući kojima je Osijek došao do borbe za drugo mjesto, za koje je bio u igri sve do zadnjeg kola. Ipak, porazi u zadnja dva kola presudili su da Osijek sezonu ponovno završi na četvrtom mjestu Prve HNL. Utakmicu posljednjeg kola protiv Lokomotive u Gradskom vrtu Osijek je odigrao pred praznim tribinama, budući da je HNS kontroverznom odlukom, a pod izgovorom opasnosti od zaraze, zabranio nazočnost gledatelja na svim utakmicama posljednjeg kola. Navedena zabrana nije spriječila gotovo 2.000 navijača Osijeka da se, predvođeni Kohortom, okupe u Wilsonovoj ulici, ispod istočne tribine, te prateći prijenos utakmice na videozidu navijaju za Osijek. Prije nego što je prvenstvo nastavljeno, prva utakmica koju je Osijek igrao nakon prekida natjecanja zbog epidemije bila je poluzavršnica kupa krajem svibnja u gostima kod Rijeke, koja je ostala zapamćena po skandaloznom suđenju Igora Pajača, za koje se smatra da je utjecalo na konačni ishod utakmice, dakako u korist riječkog kluba. U toj utakmici Osijek je početkom drugog poluvremena imao vodstvo 2:0, da bi onda Pajač najprije u 56. minuti dao drugi žuti, odnosno crveni karton Lászlu Kleinheisleru nakon starta za kojeg se pokazalo da uopće nije bio prekršaj, a potom u 70. minuti dosudio i dvojbeni jedanaesterac koji je Rijeci donio izjednačenje. Osijek s igračem manje nije mogao parirati suparnicima, te je na kraju izgubio rezultatom 3:2. 
Pod Kuleševićevim vodstvom Osijek je loše započeo iduću sezonu, sezonu 2020./21., budući da je u prva tri kola zabilježio jedan neriješeni ishod i dva poraza. Lošim igrama doprinijela je i prodaja najboljeg prošlosezonskog strijelca Mirka Marića, kao i posudba drugog najboljeg prošlosezonskog strijelca Antonija Mancea, pri čemu nisu na vrijeme dovedena pojačanja koja bi ih zamijenila. Iz tog je razloga novi predsjednik kluba, Ferenc Sakalj, početkom rujna 2020., tijekom reprezentativne stanke, a prije prve europske utakmice, za trenera postavio Nenada Bjelicu, koji je, osim trenerom, imenovan i športskim direktorom, čime je zamijenio Alena Petrovića na toj dužnosti. Bjelica je od vodstva kluba tako dobio ovlasti voditi cjelokupnu športsku politiku kluba, te si je samostalno odabrao stručni stožer i imenovao suradnike. Iako je nekoliko dana nakon predstavljanja novog stožera Osijek "pao" već na prvoj europskoj prepreci, u drugom pretkolu Europske lige od Basela, koji je u jednoj utakmici, odigranoj u Gradskom vrtu, pobijedio rezultatom 2:1, nastavak sezone bio je vrlo uspješan i rezultirao je cijelim nizom srušenih klupskih rekorda. S konačnih 77 osvojenih bodova, najviše u povijesti kluba, na kraju sezone ostvaren je također do tada najbolji plasman u povijesti kluba, drugo mjesto na konačnoj ljestvici. Također, ostvaren je rekordan broj pobjeda, njih 23, pri čemu je zabilježen i rekordan broj uzastopnih domaćih pobjeda te rekordan broj gostujućih pobjeda uopće. Do navedenih momčadskih rekorda doveli su i individualni igrački rekordi, u kojima su se najviše istaknuli tek pristigli Ramón Miérez, na kraju sezone najbolji strijelac lige s 22 postignuta pogotka, te Ivica Ivušić, na kraju sezone vratar s najviše čistih mreža u ligi, koji u 20 utakmica nije primio ni jedan pogodak, a i sveukupno je primio najmanje pogodaka u ligi.
Sljedeća sezona, 2021./22., bila je znatno slabija od prethodne, ponajviše zbog krize najboljeg prošlosezonskog strijelca Ramóna Miéreza, koji je tijekom cijele sezone uspio postići tek četiri pogotka, od čega tri u HNL-u i jedan u kupu. Umjesto njega najboljim je strijelcem, s pet postignutih pogodaka u ligi i jednim pogotkom u kupu, postao Mijo Caktaš, doveden na polovici sezone. Početkom sezone izlazak u Europu nije bilo osobito uspješan. U novoosnovanoj Konferencijskoj ligi Osijek je neočekivano ispao u trećem pretkolu, ponovno od bugarskog CSKA-a, a prethodno se u drugom pretkolu namučio protiv poljskog Pogońa. U domaćim nogometnim natjecanjima momčad je najveći dio sezone bila u borbi za trofeje, no na kraju sezone zaredali su se loši rezultati, kako protiv izravnih suparnika za naslov, tako i protiv momčadi iz donjeg dijela tablice, pa je na kraju osvojeno tek treće mjesto u ligi, a u kupu se stalo na poluzavršnici. Do pada u igri u ključnom dijelu sezone došlo je uslijed javnih nesuglasica između trenera Nenada Bjelice s jedne strane te dijela uprave kluba s druge strane. Razlog nesuglasicama bila je Bjeličina usamljenost u nizu medijskih napada na njega i klub, na koje je reagirao isključivo on, dok je uprava redovito šutjela i nije ništa poduzimala kako bi ga zaštitila. Iako su navijači s tribina Gradskog vrta prozvali upravu i time dali potporu treneru Bjelici, vlasnik kluba neizravno je svoju potporu dao upravi, zbog čega je u jednom trenutku postalo upitno hoće li Bjelica uopće ostati trener do kraja ugovora. Kasnije je objavljeno kako su nesuglasice izglađene i da će trenutačni stručni stožer povesti prvu momčad u pripreme za novu sezonu, 2022./23. Ipak, već na njenom samom početku pokazalo se kako problemi nisu riješeni. Nakon prvih sedam kola HNL-a Osijek je imao tek dvije pobjede, i to protiv Gorice i Hajduka, uz tri poraza i dva neriješena ishoda. Iz kvalifikacija za Konferencijsku ligu ispao je već nakon dvije utakmice drugog pretkola u kojima je šokantno ispao od kazahstanskog Kyzylžara, kojeg je u Nur-Sultanu prvo pobijedio 2:1, da bi potom u Osijeku izgubio rezultatom 0:2. Nakon Bjeličine smjene, koja je neočekivano uslijedila tek nakon pobjede nad Hajdukom u Gradskom vrtu, trenerom je postao dotadašnji Bjeličin pomoćnik Rene Poms, čiji je prvi dio mandata bio relativno pozitivan. Do kraja jesenskog dijela prvenstva, u HNL-u je odigrano deset utakmica, od čega su u njih sedam zabilježene pobjede, a u kupu su svladana dva suparnika. Uslijedila je zimska stanka i prijelazni rok tijekom kojeg je prodano čak pet igrača prve momčadi, od kojih su vratar Ivica Ivušić, veznjak László Kleinheisler i napadač Dion Drena Beljo bili standardni prvotimci i nositelji igre u netom završenoj polusezoni, ali i prethodnih sezona. Unatoč relativno visokoj zaradi dobivenoj navedenim prodajama, nije doveden ni jedan novi igrač, a u medije je procurila vijest kako je FIFA zabranila Osijeku dovođenje novih igrača zbog neplaćanja dugova prema Deportivo Alavésu, LASK-u i Sutjesci koji su nastali pri dovođenju Ramóna Miéreza, Jevhena Čeberka i Nikole Janjića u Osijek. Vladimir Čohar, jedan od članova uprave, tek je nakon medijskih napisa otvoreno priznao kako zabrana uistinu postoji i istu pokušao objasniti visokim troškovima izgradnje novog kampa i stadiona na Pampasu, za koje je rekao kako su prioritet u tom trenutku. Suočen s odlascima igrača i lošim ozračjem oko kluba nastalog napetom situacijom proteklih mjeseci, Poms je katastrofalno krenuo u nastavak sezone te je u šest prvenstvenih utakmica zabilježena samo jedna pobjeda, a i u kupu se ispalo iz daljnjeg natjecanja, nakon čega je i Poms dobio otkaz. Nizu trenera koji su neuspješno pokušali voditi prvu momčad tijekom sezone uskoro se pridružio i Borimir Perković, pod čijim je vodstvom odigrano sedam utakmica u kojima Osijek nije pobijedio ni jednog suparnika, pa je i on smijenjen nakon svega pedeset dana. Naslijedio ga je Stjepan Tomas, koji je uspio privesti sezonu kraju s tri pobjede, dva neriješena ishoda i jednim, ali teškim porazom. Posljednja utakmica sezone, odigrana 27. svibnja 2023., ujedno je bila i posljednja utakmica Osijeka u Gradskom vrtu prije preseljenja na Pampas. Tom prigodom upriličen je emotivni oproštaj od starog doma, a pored više od 11.500 gledatelja koji su se okupili na tribinama, posljednji pozdrav stadionu uputile su i brojne klupske legende iz raznih razdoblja povijesti te sve mlade kategorije.
Preseljenje na Pampas stvorilo je euforiju kod navijača uoči početka sezone 2023./24. što je rezultiralo znatno većim brojem prodanih godišnjih ulaznica u odnosu na prethodne sezone i rasprodanim već prvim dvjema domaćim utakmicama, protiv Slaven Belupa u HNL-u i protiv mađarskog ZTE-a u drugom pretkolu Konferencijske lige. Osijek je pobijedio u obje utakmice, pri čemu je u prvoj utakmici odigranoj na Pampasu bio uvjerljiv rezultatom 6:1 protiv Slaven Belupa. Ipak, sezona se počela razvijati u lošem smjeru već prvom utakmicom trećeg pretkola Konferencijske lige, kada je Osijek uvjerljivo poražen 1:5 u gostima kod turske Adane, pa pobjeda 3:2 u uzvratu na Pampasu nije bila dovoljna za nastavak natjecanja u Europi. Stanje je postalo loše i u domaćim natjecanjima, gdje su od drugog do desetog kola prvenstva (uz jednu neodigranu, odgođenu utakmicu) zabilježene tek dvije teško izborene pobjede te po tri poraza i neriješena ishoda. Loš učinak rezultirao je tada otkazima treneru Stjepanu Tomasu, kojeg je ubrzo naslijedio Zoran Zekić, te sportskom direktoru Ivici Kuleševiću, čiji nasljednik nije bio imenovan sljedeća tri mjeseca. Osim loših izvedbi na terenu, na rezultate utakmica znatno su utjecale i mnogobrojne sudačke pogreške na štetu Osijeka, prije svega u svim utakmicama protiv Dinama. Primjerice, u utakmici sedmog kola, odigranoj 3. rujna 2023. na Pampasu Osijek je vodio 2:0, da bi pred kraj utakmice Dinamo preokrenuo i pobijedio 2:3 nakon što su mu dosuđena dva jedanaesterca, oba sugerirana VAR-om. Nakon podizanja buke u javnosti zbog dvojbenih odluka, šef sudačke komisije HNS-a Bruno Marić organizirao je konferenciju za medije na kojoj je pokušao opravdati navedene sudačke odluke, a kao dokaz pustio je snimku komunikacije u kojoj se čuju samo VAR sudac Ivan Bebek i pomoćni VAR sudac Hrvoje Radić, ali ne i glavni sudac Mario Zebec. Krajem veljače 2024. se u jeku jedne od najvećih afera u povijesti hrvatskog nogometa, kada su se u javnosti počele pojavljivati izvorne snimke iz VAR soba, pokazalo da je Bruno Marić na konferenciji koristio lažiranu snimku, odnosno naknadno snimljen tonski zapis. Kako se čulo u stvarnoj snimci, objavljenoj 29. veljače 2024. na navijačkoj Facebook stranici Bijelo-plava birtija, u situaciji kod drugog jedanaesterca za Dinamo, Zebec je govorio kako po njemu nema jedanaesterca, ali ga je Bebek uporno uvjeravao u suprotno, čime je prekršen VAR protokol. U međuvremenu je novi trener Zoran Zekić uspio donekle stabilizirati momčad, a pred početak proljetnog dijela prvenstva u siječnju 2024. napokon je za novog sportskog direktora imenovan José Boto, Portugalac s bogatim prethodnim iskustvom rada u Benfici, Šahtaru i PAOK-u. Na kraju sezone ipak nije ostvaren očekivani i željeni iskorak u odnosu na prethodne sezone, s obzirom da je nakon ispadanja u četvrtzavršnici Hrvatskog kupa, u HNL-u ponovno osvojeno četvrto mjesto, iako je Ramón Miérez s 19 pogodaka po drugi put postao najbolji strijelac lige.

## Simboli

### Grb
Klupski grb ima oblik stiliziranog štita kojim dominira most preko Drave, na čijoj je sredini kula s tri kruništa te dva pravokutna prozora i jednim vratima. Iznad mosta nalazi se natpis s imenom kluba, a na samom vrhu slijeva nadesno poredana su tri polja koja sadrže:
- križ: predstavlja kršćansku vjeru i civilizaciju
- kuna: predstavlja Slavoniju, preuzeta s povijesnog slavonskog grba
- Marsova zvijezda: podsjeća na stoljetnu borbu za održanje i samobitnost, također preuzeta s povijesnog slavonskog grba

Trenutačni grb je, uz nekoliko malih preinaka, u uporabi od osamostaljenja Hrvatske. Prije toga nekoliko je puta mijenjan, no otkad klub nosi ime grada grb je uvijek sadržavao most preko Drave, preuzet s gradskog grba.

### Dres
Domaći dres čine bijela majica s plavim prugama te plave kratke hlače, kao kombinacija koja predstavlja boje kluba i grada. Na gostujućim utakmicama trenutačno se koriste crno-zlatna kombinacija i potpuno crvena garnitura. U nekim sezonama korištene su i potpuno bijela garnitura, potpuno plava garnitura, garnitura s plavom majicom i bijelim kratkim hlačama te tamnoplavo-crvena garnitura. Dobavljači opreme i glavni sponzori po razdobljima navedeni su u tablici:
| razdoblje     | dobavljač | glavni sponzor                          |
| ------------- | --------- | --------------------------------------- |
| 1996. – 1998. | Diadora   | Gradska banka                           |
| 1998.         | Umbro     | Gradska banka                           |
| 1999.         | Umbro     | Panturist                               |
| 1999. – 2000. | Umbro     | Veritas osiguranje                      |
| 2000. – 2001. | Puma      | Osijek-Koteks                           |
| 2001. – 2002. | Diadora   | Osječko pivo                            |
| 2002. – 2004. | S9        | HT Mobile                               |
| 2004.         | Legea     | HT Mobile                               |
| 2004.         | Legea     | nema                                    |
| 2005.         | Legea     | T-Com                                   |
| 2005.         | Macron    | T-Com                                   |
| 2006.         | Macron    | Croatia osiguranje                      |
| 2006. – 2008. | Kappa     | Croatia osiguranje                      |
| 2008. – 2010. | Legea     | Croatia osiguranje                      |
| 2010. – 2011. | Kappa     | Croatia osiguranje                      |
| 2011. – 2014. | Jako      | Croatia osiguranje                      |
| 2014. – 2015. | Jako      | nema                                    |
| 2015. – 2016. | Jako      | Osječko 1664                            |
| 2016.         | Nike      | Osječko 1664                            |
| 2016. – 2017. | Nike      | Osječko 1664, Mészáros és Mészáros Kft. |
| 2017. – 2020. | Nike      | Dobro, Mészáros és Mészáros Kft.        |
| 2020. – 2021. | 2Rule     | Stadler Rail, Mészáros és Mészáros Kft. |
| 2021. –       | 2Rule     | Mészáros és Mészáros Kft.               |

## Klupski uspjesi
- Prva HNL / HNL:
  - Drugoplasirani (1): 2020./21.
  - Trećeplasirani (9): 1992., 1994./95., 1997./98., 1999./00., 2000./01., 2007./08., 2018./19., 2021./22., 2022./23.
- Hrvatski kup
  - pobjednik (1): 1998./99.
  - finalist (1): 2011./12.

### Mlade kategorije
- pionirsko prvenstvo Hrvatske (4): 1994./95., 1998./99., 2000./01., 2020./21.
- kadetsko prvenstvo Hrvatske (3): 1992./93., 1993./94., 2022./23.
- kadetsko prvenstvo SR Hrvatske (1): 1989.
- juniorsko prvenstvo Hrvatske (3): 1993./94., 2005./06., 2012./13.
- juniorsko prvenstvo SR Hrvatske (1): 1977.
- pionirski kup Hrvatske (1): 2018./19.
- kadetski kup Hrvatske (3): 1999./00., 2010./11., 2018./19.
- juniorski kup Hrvatske (4): 2005./06., 2017./18., 2018./19., 2023./24.
- juniorski kup SR Hrvatske (5): 1984./85., 1985./86., 1986./87., 1987./88., 1988./89.
- omladinski kup Jugoslavije (1): 1987./88.

## Pobjedničke postave
| Sezona    | Sastav                                                                                              | Trener            |
| --------- | --------------------------------------------------------------------------------------------------- | ----------------- |
| 1998./99. | Galinović, Beljan, Vranješ, Vuica, Lasić, Gašpar, Ergović, Perković, Beširević, Prišć, Bubalo, Mitu | Stanko Poklepović |

## Igračke legende
NK Osijek je uvijek u svojim redovima imao pojedince o kojima su navijači i ljubitelji nogometa govorili s posebnim poštovanjem.
Proleter su nakon Drugog svjetskog rata predvodili: Gustav Lechner, Ernest Dubac, Antun Kasa, Milan Adamović, Andrija Vekić, Franjo Rupnik, Dionizije Dvornić... o kojima smo slušali samo lijepe priče. Kada je izboren prvoligaški status 1953. godine, osječki su nogometaši bili ponos svoga grada, pravi sportski miljenici. Dolaskom u Gradski vrt 1958. gledatelji su uživali i u majstorijama Nikole Rudića, Mate Kasača, Josipa Gutzmirtla, Ilije Katića, Branka Karapandže, Borisa Čulina, Ahmeda Zejnilagića što se odnosi i na 60-te godine kada je Proleter postao Slavonija. Potom smo imali Šabana Jasenicu, Ivicu Rukavinu i još niz odličnih igrača.
Nadalje, nezaboravna je momčad u kojoj su bili: Pavo Majer, Mile Dumančić, Branislav Iličin, Petar Lončarić, Zdravko Rupnik, Stjepan Čordaš, Ljubomir Petrović, Ivan Lukačević, Ivica Grnja i ostali, a vodila je iznimno teške i neizvjesne borbe na zelenom terenu u kvalifikacijama do Prve savezne lige. U elitni razred ponovno se ušlo 1977., a popularnost „Luksa“, „Struje“, „Čarlija“, „Dumbe“ i ostalih u našem je gradu bila velika. Glavne vedete Lukačević i Grnja odlazili su između dvije sezone i u daleku Kanadu gdje su igrali za Croatiju iz Toronta, zajedno s legendarnim Eusebiom. Ivica Grnja dobio je svoje mjesto i u Kući slavnih u Torontu. 
U osamdesetima se pljeskalo Dušanu Alempiću, Petru Nikeziću, Mustafi Hukiću, potom Mirku Luliću, Vladi Kasalu, Jasminu Džeki, Branku Žeravici, Ivici Kaliniću, Goranu Popoviću, Ivanu Šmudli, Branku Karačiću, Anti Rakeli, Draganu Lepinjici... Džeko je čak uspio dogurati i do reprezentacije Jugoslavije što je u to vrijeme bilo iznimno teško iz redova našeg prvolgigaša. U sezonama prije devedesetih junak je svakako bio Davor Šuker, a iz tih dana posebno pamtimo i Vladu Bilića, Miroslava Žitnjaka, Milana Jankovića, Milana Maričića, Tomislava Štajnbriknera, Milenka Vukčevića, Gorana Vlaovića. Šuker je posebna priča, upravo je po njemu Osijek i najpoznatiji u svijetu. Njegova „devetka“ na dresu hrvatske reprezentacije mogla se susresti gotovo na svim kontinentima, nakon što je naš osječki golgeter bio prvi strijelac Svjetskog prvenstva u Francuskoj 1998. Hrvatska je osvojila broncu i ostvarila najveći uspjeh našeg nogometa, a Davor je postao planetarno popularan, pa je vrhunac klupske karijere, nakon odličnih igara u Sevilli, imao u slavnom Real Madridu. U kraljevskom klubu okitio se i naslovom prvaka Europe 1998., nakon pobjede protiv Juventusa 1:0. Iz tih dana posebno pamtimo i Vladu Bilića, Miroslava Žitnjaka, Milana Jankovića, Milana Maričića, Tomislava Štajnbriknera, Milenka Vukčevića, Gorana Vlaovića.
Nakon Domovinskog rata Osječane su predvodili Željko Pakasin, Alen Petrović, Ilica Perić, Nenad Bjelica, Miroslav Bičanić i Robert Špehar. Ovaj posljednji je u dva navrata bio i prvi „topnik“ HNL-a i ostvario zavidnu inozemnu karijeru (Club Brugge, Monaco, Verona, Sporting, Galatasaray, Standard...). Bjelica je također bio miljenik publike, igrao je Albaceteu, Betisu, Las Palmasu, Kaiserslauternu, a nastupa je i za našu najbolju nacionalnu vrstu na EP u Portugalu. U sezonama koje su uslijedile nemoguće je ne spomenuti Bakira Beširevića (rekorder je po broju nastupa za Bijelo-plave), požrtvovnog kapetan Damira Vuicu, Stjepana Vranješa, Ivicu Kuleševića, Davora Rupnika, Antuna Labaka, Dragana Vukoju, a isto se odnosi i na Ivicu Beljana, Ivu Ergovića, jedno vrijeme Igora Pamića, Petra Krpana, Dumitrua Mitua, Juricu Vranješa, Josipa Balatinca, Stanka Bubala. Krpan je imao čast zaigrati na Svjetskom prvenstvu u Francuskoj koje će nam zauvijek ostati u sjećanju, a ostvario je i transfer u ponajbolji portugalski klub – lisabonski Sporting. Jurica Vranješ i godinu dana mlađi Marko Babić, koji se premalo zadržao u Gradskom vrtu, „izgradili“ su značajnu reprezentativnu karijeru sudjelujući na svjetskim i europskim prvenstvima, a i na klupskoj sceni se mogu pohvaliti da su igrali u Bayer Leverkusenu, Stuttgartu, Werderu, odnosno Betisu, Herthi, Zaragozi... Babić je igrao u finalu lige prvaka s Bayerom protiv Reala 2002. godine. Kada je Osijek blistao u Europi u klupsku su se povijest, osim nekih već spomenutih, još upisali Vladimir Balić, Domagoj Malovan, Almir Turković, Mato Neretljak, Mario Prišć, Ronald Grnja, Krešimir Brkić. Turković je bio poseban ljubimac publike koju je oduševljavao svojim lucidnim potezima i driblinzima. 
Rezultati su u posljednjih desetak godina ipak bili ispod očekivanja, što ne znači da nije bilo zapaženih pojedinaca i ljubimaca navijača, poput dugogodišnjeg kapetana Ive Smoje i aktualnog reprezentativca Domagoja Vide koji se odlaskom iz Gradskog vrta ustalio u reprezentaciji Hrvatske, pa je bio i na Svjetskom prvenstvu u Brazilu i na kontinentalnim smotrama u Poljskoj i Francuskoj. No, klupska su rezultatska postignuća u tom razdoblju ipak bila skromnija za još neka konkretnija, pojedinačna izdvajanja.

## Stadion
NK Osijek svoje domaće utakmice godine igra na Opus Areni, poznatijoj kao Pampas, po dijelu grada uz obalu Drave u kojem se nalazi. Stadion je otvoren 2023. godine nakon pet godina izgradnje, a uz njega je izgrađen i kamp za treniranje sa sedam pomoćnih terena. Cjelokupno zdanje prostire se na 15,3 hektara. Sam stadion kapaciteta je 13 005 gledatelja, a gledalište je u cijelosti natkriveno krovom površine 20 tisuća četvornih metara, čime je stadion jedinstven u Hrvatskoj. Uz druge značajke, koje uključuju dva semafora (svaki površine 41 četvornog metra), grijani hibridni travnjak (osvijetljen sa 196 rasvjetnih tijela), 244 mjesta za osobe s invaliditetom, 90 mjesta za novinare, devet tzv. sky boxeva (s ukupno 140 luksuznih mjesta) i u konačnici 890 parkirnih mjesta, ispunjava sve kriterije za UEFA-inu četvrtu, najvišu kategoriju stadiona i kao takav smatra se najsuvremenijim stadionom u Hrvatskoj.
Najveći dio svoje povijesti klub je proveo na stadionu Gradski vrt, koji je svoj prepoznatljivi oblik dobio 1977. godine, iako je prva utakmica ondje odigrana još 1958. godine. Prethodno je dom bio na igralištu Kraj Drave.

## Navijači
Navijačka skupina Osijeka zove se Kohorta. Osnovana je 1972. pod imenom Šokci, a od 1988. nosi današnje ime. Smještena je na južnoj tribini Opus Arene, a tijekom boravka u Gradskom vrtu bila je to njegova istočna tribina. Sjedište joj je u Fakultetskoj ulici u Tvrđi, a njezini pripadnici dolaze iz svih dijelova grada i okolice.

## Škola nogometa
Škola nogometa NK Osijek utemeljena je 1982. kao Omladinska škola, a pokrenuo ju je Andrija Vekić, sa željom da u njoj stasaju vlastiti igrači i treneri. Zahvaljujući kvalitetnom radu, koji je od početka privlačio mnogu djecu iz Osijeka i Slavonije, postala je jednom od najjačih nogometnih škola u Hrvatskoj. Tomu u prilog govori i veliki broj nogometaša koji su se proslavili u europskim klubovima, a ponikli su upravo u osječkoj školi.

## Poznati igrači
- Goran Alar
- Marko Babić
- Davor Bajsić
- Josip Balatinac
- Vladimir Balić
- Borna Barišić
- Bakir Beširević
- Miroslav Bičanić
- Nenad Bjelica
- Vasko Božinovski
- Krešimir Brkić
- Igor Cvitanović
- Stjepan Čordaš
- Dean Delevski
- Ernest Dubac
- Ratomir Dujković
- Mile Dumančić
- Dionizije Dvornić
- Jasmin Džeko
- Mario Galinović
- Ivica Grnja
- Krešo Guzmirtl
- Mustafa Hukić
- Srećko Huljić
- Slobodan Janković
- Ivica Kalinić
- Branko Karačić
- Vlado Kasalo
- Siniša Končalović
- Petar Krpan
- Dražen Kukurić
- Antun Labak
- Gustav Lechner
- Ivan Lukačević
- Mirko Lulić
- Danijel Ljuboja
- Goran Ljubojević
- Franjo Majer
- Čedo Maras
- Slobodan Marović
- Aliaksandr Metlitskiy
- Ramón Miérez
- Tomislav Mikulić
- Ivica Miljković
- Dumitru Mitu
- Mato Neretljak
- Ilica Perić
- Igor Pamić
- Alen Petrović
- Ljupko Petrović
- Danijel Popović
- Danijel Pranjić
- Ante Rakela
- Željko Rodić
- Tomislav Rukavina
- Franjo Rupnik
- Tomislav Steinbrückner
- Mile Škorić
- Ivan Šmudla
- Robert Špehar
- Davor Šuker
- Josip Tadić
- Almir Turković
- Domagoj Vida
- Goran Vlaović
- Jurica Vranješ
- Dragan Vukoja
- Branko Žeravica
- Miroslav Žitnjak

## Treneri
| razdoblje                                | trener                            |
| ---------------------------------------- | --------------------------------- |
| ožujak 1947. – travanj 1948.             | Ernest Dubac                      |
| travanj 1948. – ožujak 1950.             | Blagoje Marjanović                |
| ožujak 1950. – kolovoz 1950.             | Ernest Dubac                      |
| kolovoz 1950. – ljeto 1951.              | Viktor Šter                       |
| ljeto 1951. – kolovoz 1953.              | Mijo Kiš                          |
| kolovoz 1953. – ljeto 1956.              | Bernard Hügl                      |
| ljeto 1956. – ljeto 1957.                | Franjo Glaser                     |
| ljeto 1957. – listopad 1957.             | Franjo Rupnik                     |
| listopad 1957. – srpanj 1959.            | Mijo Kiš                          |
| srpanj 1959. – srpanj 1961.              | Mladen Kešanin                    |
| srpanj 1961. – rujan 1962.               | Gustav Lechner                    |
| rujan 1962. – jesen 1963.                | Antun Kasa                        |
| jesen 1963. – proljeće 1964.             | Andrija Vekić-Mijo Kiš            |
| proljeće 1964. – jesen 1966.             | Andrija Vekić                     |
| jesen 1966. – jesen 1967.                | Franjo Pazmanj                    |
| jesen 1967. – srpanj 1968.               | Branko Stanković                  |
| srpanj 1968. – ljeto 1970.               | Andrija Vekić                     |
| ljeto 1970. – kolovoz 1971.              | Ratomir Čabrić                    |
| kolovoz 1971.                            | Andrija Vekić (v. d.)             |
| rujan 1971. – srpanj 1973.               | Milan Antolković                  |
| srpanj 1973. – zima 1973./74.            | Vladimir Beara                    |
| zima 1973./74. – rujan 1974.             | Mato Kasač                        |
| rujan 1974. – ljeto 1975.                | Sima Milovanov                    |
| ljeto 1975. – rujan 1976.                | Božidar Kostić                    |
| listopad 1976. – srpanj 1977.            | Mato Kasač-Andrija Vekić          |
| kolovoz 1977. – srpanj 1979.             | Miljenko Mihić                    |
| srpanj 1979. – svibanj 1980.             | Milan Đuričić                     |
| svibanj 1980. – kolovoz 1980.            | Miljenko Mihić                    |
| kolovoz 1980. – lipanj 1983.             | Josip Duvančić                    |
| ljeto 1983. – ljeto 1985.                | Milan Đuričić                     |
| ljeto 1985. – ljeto 1987.                | Ljupko Petrović                   |
| ljeto 1987. – prosinac 1987.             | Milan Đuričić                     |
| prosinac 1987. – siječanj 1989.          | Šaban Jasenica                    |
| siječanj 1989. – kolovoz 1989.           | Stjepan Čordaš                    |
| kolovoz 1989. – prosinac 1989.           | Ivica Grnja                       |
| prosinac 1989. – veljača 1990.           | Tonko Vukušić                     |
| veljača 1990. – ožujak 1990.             | Vlado Bilić-Ivan Maras            |
| ožujak 1990. – svibanj 1990.             | Šaban Jasenica                    |
| srpanj 1990. – prosinac 1991.            | Ivica Grnja                       |
| zima 1991./92. – travanj 1993.           | Stjepan Čordaš                    |
| svibanj 1993. – ljeto 1993.              | Vlado Bilić-Goran Popović (v. d.) |
| ljeto 1993. – travanj 1994.              | Ivica Grnja                       |
| travanj 1994. – srpanj 1995.             | Ivo Šušak                         |
| srpanj 1995. – rujan 1995.               | Ivica Matković                    |
| rujan 1995.                              | Goran Popović (v. d.)             |
| rujan 1995. – travanj 1996.              | Ante Čačić                        |
| travanj 1996. – svibanj 1996.            | Ivan Katalinić                    |
| lipanj 1996. – listopad 1996.            | Goran Popović                     |
| listopad 1996. – travanj 1997.           | Luka Bonačić                      |
| travanj 1997. – travanj 1999.            | Milan Đuričić                     |
| travanj 1999. – srpanj 1999.             | Stanko Poklepović                 |
| kolovoz 1999.                            | Pavo Strugačevac                  |
| rujan 1999. – ožujak 2001.               | Stanko Mršić                      |
| travanj 2001. – rujan 2001.              | Vlado Bilić                       |
| rujan 2001. – ožujak 2002.               | Vjekoslav Lokica                  |
| ožujak 2002. – ljeto 2002.               | Miroslav Blažević                 |
| ljeto 2002. – kolovoz 2002.              | Milan Đuričić                     |
| kolovoz 2002. – jesen 2002.              | Vlado Bilić                       |
| jesen 2002. – svibanj 2003.              | Stanko Poklepović                 |
| svibanj 2003. – ljeto 2003.              | Nenad Gračan                      |
| ljeto 2003. – ljeto 2004.                | Branko Karačić                    |
| ljeto 2004. – lipanj 2005.               | Stjepan Čordaš                    |
| lipanj 2005. – rujan 2006.               | Ivo Šušak                         |
| 25. rujna 2006. – 11. studenog 2006.     | Miroslav Žitnjak                  |
| 12. studenog 2006. – 26. rujna 2008.     | Ilija Lončarević                  |
| 26. rujna 2008. – 14. kolovoza 2010.     | Tomislav Steinbrückner            |
| 16. kolovoza 2010. – 3. svibnja 2011.    | Branko Karačić                    |
| 3. svibnja 2011. – 31. ožujka 2012.      | Vlado Bilić                       |
| 31. ožujka 2012. – 13. svibnja 2013.     | Stanko Mršić                      |
| 13. svibnja 2013. – 5. lipnja 2013.      | Miroslav Žitnjak (v. d.)          |
| 5. lipnja 2013. – 19. kolovoza 2013.     | Tomislav Steinbrückner            |
| 19. kolovoza 2013. – 21. listopada 2013. | Davor Rupnik                      |
| 21. listopada 2013. – 26. veljače 2014.  | Ivica Kulešević                   |
| 26. veljače 2014. – 11. veljače 2015.    | Tomislav Rukavina                 |
| 11. veljače 2015. – 2. lipnja 2015.      | Ivo Šušak                         |
| 14. lipnja 2015. – 31. kolovoza 2015.    | Dražen Besek                      |
| 1. rujna 2015. – 30. ožujka 2019.        | Zoran Zekić                       |
| 30. ožujka 2019. – 21. rujna 2019.       | Dino Skender                      |
| 21. rujna 2019. – 5. rujna 2020.         | Ivica Kulešević                   |
| 5. rujna 2020. – 29. kolovoza 2022.      | Nenad Bjelica                     |
| 1. rujna 2022. – 2. ožujka 2023.         | Rene Poms                         |
| 2. ožujka 2023. – 22. travnja 2023.      | Borimir Perković                  |
| 24. travnja 2023. – 3. listopada 2023.   | Stjepan Tomas                     |
| 3. listopada 2023. – 10. listopada 2023. | Ivo Smoje (v. d.)                 |
| 13. listopada 2023. – 20. svibnja 2024.  | Zoran Zekić                       |
| 20. svibnja 2024. – 25. svibnja 2024.    | Ivo Smoje (v. d.)                 |
| 12. lipnja 2024. – 19. ožujka 2025.      | Federico Coppitelli               |
| 20. ožujka 2025. – danas                 | Simon Rožman                      |

## Predsjednici
Djelomičan popis.
| razdoblje                               | predsjednik          |
| --------------------------------------- | -------------------- |
| 1952.                                   | Ivan Andrić          |
| 1962. – ?                               | Franjo Katalenac     |
| travanj 1967. – 1971.                   | Željko Huber         |
| 1973.                                   | Zvonko Gregorić      |
| 1974. – 1979.                           | Željko Huber         |
| 1981. – 1983.                           | Branko Felger        |
| 1989. – 1990.                           | Milan Španjić        |
| 1992.                                   | Alojz Dubiel         |
| lipanj 1992. – veljača 1994.            | Ivica Cvitković      |
| veljača 1994. – lipanj 1995.            | Branimir Glavaš      |
| lipanj 1995. – srpanj 1995.             | Zlatko Kramarić      |
| rujan 1995. – prosinac 2000.            | Antun Novalić        |
| prosinac 2000. – ožujak 2002.           | Vladimir Bučević     |
| ožujak 2002. – svibanj 2003.            | Antun Novalić        |
| srpanj 2003. – srpanj 2005.             | Tihomir Maršić       |
| srpanj 2005. – 18. srpnja 2009.         | Branimir Glavaš      |
| 18. srpnja 2009. – 29. kolovoza 2010.   | Krešimir Bubalo      |
| 29. kolovoza 2010. – 22. studenog 2011. | Robert Špehar        |
| 26. ožujka 2012. – 26. veljače 2014.    | Zdravko Josić        |
| 27. veljače 2014. – 8. travnja 2015.    | Slobodan Tolj        |
| 14. travnja 2015. – 30. lipnja 2015.    | Miroslav Kos         |
| 30. lipnja 2015. – 9. srpnja 2015.      | Ivica Vrkić          |
| 9. srpnja 2015. – 12. veljače 2016.     | Valentina Koprivnjak |
| 12. veljače 2016. – 29. lipnja 2020.    | Ivan Meštrović       |
| 29. lipnja 2020. – danas                | Ferenc Sakalj        |

## Klupski rekordi
- najveća pobjeda: 10:1 protiv Mure, 2. savezna liga  – Zapad 1973./74.
- najduži niz bez poraza: 17 utakmica u sezoni 2000./01., 10 pobjeda i 1 neriješena utakmica u prvenstvu, 1 pobjeda u kupu, 4 pobjede i 1 neriješena utakmica u Kupu UEFA[25]

- najviše gledatelja:
  - u Gradskom vrtu: 40 000, utakmica protiv Dinama, 1981./82.
  - u gostima: 70 000, utakmica protiv Crvene zvezde, 1990./91.

### Igrački rekordi
- najviše nastupa: Mile Škorić, 337[26]
- najviše pogodaka: 
  - Ivan Lukačević, 126
  - u HNL-u: Robert Špehar, 54

## Zanimljivosti
- Dana 31. listopada 2016. Međunarodni centar za sportske studije CIES objavio je rezultate analize reprodukcije nogometaša u europskim klubovima i ligama, po kojoj je NK Osijek bio prvi klub u Europi po broju prvotimaca (njih 19) koji su ujedno i ponikli u klubu. Također, ista analiza pokazala je i da su 34 igrača poniklih u NK Osijek te sezone igrala u raznim europskim ligama po čemu je NK Osijek bio 28. na ljestvici.[27]
- NK Osijek ima svoje navijače i u Engleskoj, točnije u Londonu, Bristolu i Plymouthu. Oni su, odlučivši navijati i za neki klub izvan Engleske, odabrali upravo osječki klub, čije utakmice povremeno posjećuju.[28]

## Vanjske poveznice
- Službene stranice (hrv.)
- Neslužbene stranice (hrv.)
- Službene stranice Kohorte (hrv.)
- Profil, HNS Semafor